# Taylors Head Bay
Taylors Head Bay (do 21 lipca 1976 Psyche Cove) – zatoka (ang. bay, do 21 lipca 1976 cove) zatoki Mushaboom Harbour w kanadyjskiej prowincji Nowa Szkocja, w hrabstwie Halifax; nazwa Psyche Cove urzędowo zatwierdzona 5 marca 1953.